# E013
E013 eller Europaväg 013 är en europaväg som börjar i Saryozek och slutar i Koktal i Kazakstan. Denna väg har inget samband med europavägen E13 (i Storbritannien) trots sina likheter i vägnumret. Längd cirka 180 km.

## Sträckning
Saryozek - Koktal

## Historia
Europavägnumret infördes cirka år 2000 på sträckan från Sary-Ozek till Khorgos (vid Kinas gräns). Den förkortades år 2003 så att det blev E012 och inte längre E013 som gick Koktal-Khorgos.

## Anslutningar till andra europavägar
- E40 vid Sary-Ozek.
- E012 vid Koktal.